# سنجاب گونه‌سرخ
سنجاب گونه‌سرخ (نام علمی: Dremomys) نام یک سرده از زیرخانواده زیباسنجابیان است.